# Вулиця Винниця
Вулиця Ви́нниця — вулиця у Шевченківському районі міста Львова, в місцевостях Клепарів та Кам'янка. Починається від вулиці Тунельної, пролягає вздовж залізниці Тернопіль — Львів. Поблизу будинків № 58-64 вулиця розгалужується на два напрямки. Перший — прямує на південь, через парк Кортумова Гора, та закінчується перехрестям з вулицею Шевченка (поруч розташовані вулиці Петра Франка та Яворівська). З протилежного боку перехрестя з вулицею Шевченка розташована залізнична станція Клепарів. Друга частина вулиці Винниця — прямує на захід, переривається Брюховицьким лісопарком та закінчується у місцевості Кам'янка перехрестям з вулицею Холодною.

## Історія
Місцевість, де була розташована вулиця була заселена ще з XV століття, клепарівськими виноградарями. Саме тому частина ґрунтів там віддавна мала назву Винниця. На першій мапі Львова, яка була укладена австрійським урядом у 1782 році позначено вулицю Винниця біля Кортумової гори. Офіційно сучасну назву затверджено у 1934 році. Частина вулиці з 1931 року мала назву — За Тором.
Сучасні мешканці вулиці — повоєнні переселенці з Холмщини, Лемківщини, Любачівщини та Підляшшя. У 1966 році мешканці за власні кошти газифікували вулицю, проклали водогін, каналізацію, телефонізували та освітили вулицю.

## Забудова
На вулиці Винниця збереглися садибні будинки, зведені до того часу, коли  Клепарів був самоврядною громадою. Тоді Винницею можна було доїхати до Рясного. Сучасна вулиця Винниця стала важливим транзитним автошляхом між Клепаровим та вулицею Шевченка. Також присутня промислова забудова та приватна садибна 1980-2000-х років.

## Вулиця Омеляна Ковча
13 грудня 2012 року частину вулиці Винниця, від будинку № 31 й до вулиці Шевченка, було виділено в окрему вулицю та отримала назву на пошану блаженного священномученика отця Омеляна Ковча. Перейменування викликало протести мешканців, які стверджували, що це було зроблено без погодження з ними. Натомість, мешканці вулиці запропонували увічнити пам'ять блаженного отця Омеляна Ковча, встановивши над місцевим джерелом майданчик з фігурою блаженного, а історичну назву вулиці залишити у спадок наступним поколінням. Тому вулиця була перейменована частково. З одного боку вулиці Омеляна Ковча розташована низка гаражних кооперативів, автомийок, автосервісів, а з іншої — територія колишнього Янівського концтабору (нині — Личаківська виправна колонія № 30). В урочищі «Піски», що по вулиці Омеляна Ковча, де під час німецької окупації масово розстрілювали в'язнів з львівського гето та Янівського концтабору передбачено будівництво меморіалу пам'яті жертв Янівського концтабору. Нині при вході в урочище встановлений лише пам'ятний знак.